# Потоцький Северин Антоній
Севе́рин Антоній Пото́цький з Підгаєць (пол. Seweryn Antoni Potocki; рос. Северин Осипович Потоцкий, (1762 — 1829) — граф, крайчий великий коронний, молодший брат етнографа, письменника і археолога графа Яна Потоцького; дійсний таємний радник, сенатор, опікун Харківського навчального Округу.

## Життєпис
Народився у 1762 році в сім'ї Юзефа Потоцького і Анни Терези Оссолінської.
У дитячому віці був відправлений на навчання до Швейцарії, де отримав освіту в університетах Женеви та Лозанни. Після повернення у 1779 році до Польщі був прийнятий до королівського двору. В 1793 році, наприкінці царювання Катерини II, Северин Потоцький переїхав до Санкт-Петербургу.
Став близьким другом молодого російського імператора Олександра I; 4 червня 1801 року був призначений в таємні радники з велінням бути присутнім у 3-му Департаменті Правлячого Сенату, 8 вересня 1802 року призначений членом комісії про училища у відомстві Міністерства народної освіти.
Був першим опікуном Харківського університету. Перебуваючи за кордоном, займався викликом для нового університету професорів іноземців; йому університет зобов'язаний своїм першим викладацьким складом. Зробив немало щедрих пожертвувань для його розвитку, його можна назвати ідеальним опікуном університету (внесок у розвиток освіти в Харкові величезний).
Закінчив службу у званні члена Державної Ради, куди був призначений 17 січня 1810 року, в чині дійсного таємного радника, який отримав 2 жовтня 1827 року. В останні роки свого життя брав участь в різноманітних торгових та промислових операціях, заснував поблизу Одеси маєток Северинівку.
Міхалу Собанському продав «Ладижинський ключ»: місто Ладижин, села Білоусівка, Четвертинівка, Хутори Ладижинські, Лукашівка, Маньківка, Митківка, Паланка, Струлів, Уляниця.
Помер у Москві 3 вересня 1829 року.

## Нагороди та почесні звання
- 1784 рік — польський орден Орден святого Станіслава
- 26 квітня 1791 року — польський орден Білого Орла
- 22 вересня 1802 року — орден Володимира 2 ступені
- 30 серпня 1810 року — орден Святого Олександра Невського
- 1802 рік — почесний любитель Академії мистецтв
- 17 грудня 1828 року — почесний член АН в Санкт-Петербурзі

## Сім'я
Діти:
- Ванда (1788—1876)
- Леон (1789—1850)
- Северина (1790—1871) — дружина Ізидора Собанського; мала роман у Львові з генералом Юзефом Каліновским[4][5]
- Пауліна (1793—1856)
- Емма — дружина військовика Пйотра Стшижевського.

## Вшанування пам'яті
У місті Харків є вулиця Северина Потоцького. Також є провулок Северина Потоцького.
У с. Северинівка встановлено памʼятний знак С. Потоцькому.